# Semjon Budjonnyj

Semjon Mikhailovitj Budjonnyj (russisk: Семён Михайлович Будённый  Udtale ?; født 13 april (25. april gregoriansk kalender) 1883 på landejendommen ”Kosjurin”, Kalmytskij okrug i Vojska Donskogo Oblast (Don-kosakkernes land]) [nuværende Rostov oblast] 26. oktober 1973) var en Russisk Kavaleriofficer og militær kommandør under den Russisk-japanske krig, Den russiske borgerkrig, Polsk-Sovjetiske krig samt 2. verdenskrig. Han var en af de 5 første sovjetiske marskaler og tæt politisk allieret med Joseph Stalin.

## De tidlige år
Semjon Budjonnyjs forældre var landarbejdere og børn af tidligere livegne. Faderes familie var efter livegenskabets ophør flyttet fra Voronesj til det rigere landbrugsområde ved Don, men kosakkerne betegnede dem for ”ikke-bosatte bønder” og udøvede hånds- og halsret over disse tilflyttere. Budjonnyjs far (Mikhail Ivanovitj) drog som landarbejder rundt mellem landsbyerne i området indtil han mødte og giftede sig med Melanja Nikititjna Jemtjenko. Forældrene slog sig ned på gården ”Kosjurin” og det var her Budjonnyj blev født i 1883. Gården lå nær landsbyen ”Platovskaja” (Proletarskij distriktet i Rostov oblast), hvor de boede frem til 1890. Efter et kort ophold i Stavropolregionen flyttede familien til en gård 40 kilometer vest for Platovskaja, hvor Budjonnyj som niårig begyndte at arbejde hos først en købmand og senere hos en smed, som lærte ham at læse og skrive.
I efteråret 1903 blev Budjonnyj indkaldt til militæret og under den Russisk-japanske krig fra 1904-05 blev han som kavalerist sendt til Manchuriet til genopbygning af det 26. kosakregiment. Efter krigen fortsatte han sin tjeneste i militæret i Primoskij dragon regimentet, der var udstationeret udenfor Vladivostok. I 1907 blev han optaget på St. Petersborg officerrideskole, hvorfra han afsluttede sin eksamen som den bedste i sin årgang med rang af juniorofficer. Han returnerede til sit regiment, hvor han virkede som rideinstruktør. Ved starten af 1. verdenskrig blev Budjonnyj tilknyttet en reserve kavaleri dragon bataljon.

## 1. Verdenskrig
I september 1914 blev han tilknyttet 18. Severskij dragonregiment opkaldt efter den danske kong ”Christian den IX”, der var en del af den Kaukasiske Kavaleridivision og som var indsat på østfronten. Her blev han første gang hædret med en orden (Sankt Georg korset af 4. klasse), for at angribe en tysk forsyningskonvoj ved Brzezina i det nuværende Polen, selvom der fra de overordnede officerer  var generel modvilje eller uduelighed.
I november 2016 blev den Kaukasisike Kavaleridivision overflyttet til den kaukasiske front, for at kæmpe mod Det Osmanniske Rige. Her kom Budjonnyj i klammeri med en overordnet sergentmajor i dragonen om den dårlige behandling af soldaterne og manglen på føde. Sergentmajoren havde slået ud efter Budjonnyj, der svarede igen ved at slå officeren ned. Soldaterne havde bakket Budjonnyj op og forklaret, at officeren var blevet sparket af en hest. Budjonnyj fik frataget sin orden, men kunne have været stillet for en krigsret (militær) og dømt til døden.
Budjonnyj fortsatte dog med at gøre sig fortjent til at blive dekoreret med Sankt Georg korset. Ordenens 4. klasse blev tildelt for anden gang i forbindelse med kampene omkring Van (nuv. østlige Tyrkiet). Han modtog ordenens 3. klasse
for kampene mod tyrkerne ved Mandalij på vejen mod Baghdad og ordenens 2. klasse for at arbejde bag fjendens linjer i 22 dage. Ordenens 1. klasse fik han efter det lykkedes ham at fange en underofficer og seks mand.

## Revolutionerne
Efter tsarstyrets fald med februarrevolutionen i 1917 blev Budjonnyj valgt til formand for eskadronkomiteen og medlem af regimentskomiteen, som på dette tidspunkt befandt sig i Jekatarinofeld (nuv. Bolnisi), små 50 kilometer fra Tblisi. Da den Kaukasiske kavaleridivision i begyndelsen af juli blev flyttet til Minsk, blev der fortaget nye valg blandt soldaterne og Budjonnyj blev valgt som formand for regimentsudvalget og næstformand for divisionskomiteen. I praksis fungerede han som formand for divisionskomiteen, fordi formanden kort tid efter valget blev syg af tuberkulose. Aktiviteterne i soldaterkomiteerne skete under ledelse af bolsjevikkernes militære organisation på den russiske vestfront og partiorganisationen i Minsk. Budjonnyj blev personligt forbundet med Mikhail Frunse, der under Kornilov-oprøret var stabschef for de revolutionære tropper i Minsk-regionen.
I tiden op til den bolsjevikiske revolution havde de anbefalet generalerne og de ledende officerer til at forlade Minsk og de fleste sluttede sig til Piłsudskijs legion i Polen, mens de mest ivrige tsartilhængere flygtede til det sydlige Rusland, hvor de søgte støtte hos de monarkistisk indstillede kosakenheder.
Da nyheden om sejren i oktoberoprøret i Petrograd nåede frem til fronten, ønskede Budjonnyj at trække sine bolsjevik-sindede regimenter til Severskij-stepperne, så de derfra kunne organisere og forsvare sovjetmagten. Ved afstemning blandt soldaterne var der imidlertid større opbakning bag et forslag om at demobilisere, så de kunne tage hjem og få jord til at opbygge et liv i fred.
Budjonnyj valgte herefter selv at tage et våben og en saddel og vende tilbage til Platovskaja i Don-regionen, så han der på stedet kunne kæmpe for sovjetterne.

## Røde Kavaleri
Efter sin hjemvenden til sin hjemegn, blev han den 12. januar 1918 valgt til formand for byens ”Arbejder-, bonde-, kosak- og soldater sovjet”. Den 18. februar 1918 blev Budjonnyj indvalgt som medlem af præsidiet for Salsk distriktet, hvor han blev formand for landdistriktsafdelingen. Natten til den 23. februar organiserede han en enhed på 24 personer, der ville tilbageerobre Platovskaja fra de hvide styrker og Budjonnyj fik snart tilknytning fra en masse nye rekrutter. Om morgenen havde han fået befriet 400 indbyggere og de havde dræbt 350 hvide soldater. Hans enhed bestod nu af 520 mand, hvoraf han den 27. februar oprettede det, som senere skulle blive kendt som den første 120 mand store eskadron i det ”Røde Kavaleri”, kendt som 1. kavaleriarme (russisk: 1-я Конная армия (Конармия) tr. Pervaja Konnaja Armija (Konarmija)). Med tiden blev han valgt til bataljonschef.
Budjonnyj mødtes med Stalin og Vorosjilov i juli 1918 og begge støttede idéen om oprettelsen af et kavalerikorps, der skulle kæmpe på den bolsjevikiske side i borgerkrigen. Da Trotskij (Folkekommissæren for militære anliggender) efterfølgende besøgte det sydlige Rusland, sagde han til Budjonnyj, at kavaleriet var ”en meget aristokratisk familie af soldater, der bliver kommanderet af prinser, baroner og grever”.
På trods af Trotskij blev den 1. kavaleriarme oprettet i oktober 1918 i Tsaritsyn med Boris Dumenko (russisk: Борис Мокеевич Думенко) som kommandant og med Budjonnyj som næstkommanderende.
Budjonnyj blev medlem af det Russiske Kommunistiske Parti (bolsjevikkerne) i 1919. I løbet af sommeren 1919, mens det Røde Kavaleri kæmpede mod de Hvides general Anton Denikin, beskrev Trotskij dem samtidig som ”Budjonnyjs korps, en horde og Budjonnyj - deres ataman bagmand … Han er dagens Stenka Rasin og hvorhen han vil lede dem, der vil de gå: I dag for de røde, i morgen for de Hvide.”
Imidlertid skaffede Budjonnyj sig en spektakulær sejr i borgerkrigens største kavalerislag, da han i oktober angreb og besejrede den Hvide hærs korps ledet af Konstantin Mamontov (russisk: Константин Константинович Мамантов). Den 25. oktober udsendte Trotskij en besked hvori han forudsiger, at den Hvide hær ikke vil kunne rejse sig efter dette nederlag, og hylder Budjonnyj som ”en ægte arbejder- og bondekriger”.

## Under denPolsk-Sovjetiske krig
Da Polen erklærede sin uafhængighed, var der ingen aftale mellem deres regering og de sovjetiske autoriteter om hvor grænserne skulle trækkes. I april 1920 fik Budjonnyjs kavaleri til opgave, at drive de polske tropper ud af det, der i dag er Ukraine. Den 5. juni tog han del i generobringen af Kyjiv og over de næste få dage, blev polakkerne drevet vestover. I starten af krigen fik Budjonnyj tildelt den sydlige front, som var under Stalins kommando. Den 15. august spurgte han den øverstkommanderende for de sovjetiske styrker i Polen, Mikhail Tukhatjevskij, om lov til at trække mod nord og hjælpe til med indtagelsen af Warszawa. Med Stalins accept søgte han først at indtage Lviv. Uden at dette lykkedes blev han omdirigeret mod nord; men på dette tidspunkt var Tukhatjevskij styrker trængt tilbage, hvilket medførte en generel tilbagetrækning af de sovjetiske styrker. Efter at Budjonnyj tabte slaget ved Komarów, måtte han trække sig tilbage til sovjetisk kontrolleret område.
Budjonnyj deltog i tilbageerobringen af Krim under den sidste fase af borgerkrigen.

## Omdømme
Uanset nederlaget i Polen var Budjonnyj en af Sovjetruslands militære helte ved afslutningen af borgerkrigen. Sammen med Semjon Timosjenko og Kliment Vorosjilov var han en af lederne i hærens kavaleriklike, der støttede Stalin
I 1920, skrev den sovjetiske komponist Dmitrij Pokrass (russisk: Дмитрий Яковлевич Покрасс) sangen "Budjonnyjs March", som var en af de første sange, der blev populær over hele Sovjetunionen.
Forfatteren Isaak Babel (russisk: Исаак Эммануилович Бабель) red sammen med Budjonnyj kavaleri i Polen og publicerede en række noveller om oplevelserne, der modtog verdensomspændende anerkendelse som en af de største bidrag til sovjetlitteraturen – men som fornærmede Budjonnyj i en sådan grad, at Budjonnyj ”foretog et udfald på tryk” i marts 1924 og krævede, at det Røde Kavaleris omdømme skulle beskyttes mod ”bagvaskelse” af en ”degenereret litterat”. Dette fremprovokerede et svar fra Maksim Gorkij, den dengang mest kendte nulevende russiske forfatter, men i 1928 vendte Budjonnyj i et brev til Gorkij tilbage til sit angreb og anklagede Babel for ”ondskabsfuld, bevidst og arrogant bagvaskelse”, som Gorkij sagde var en ”ufortjent fornærmelse”.
William Reswick, en korrespondent for det amerikanske nyhedsbureau AP beskrev en festligholdelse backstage pi em opera om 10 årsdagen for revolutionen, hvor:
 Budjonnyj, den fejrede kavalerist, en amatør danser og beundrer af ballet, sluttede sig til os. Efter at have hjulpet sig selv med noget vodka, tilbød han at kunne overgå enhver professionel i Karaminskaja. Primaballerinaen Anastasija Abramova tog imod udfordringen. Derpå hidkaldte Budjonnyj en harmonikaspiller og drejede rundt, og trippede spøgefuldt ind i en kosakdans med lethed og ynde som en ung knøs.

## Senere militær karriere
Fra 1921–1923 var Budjonnyj næstkommanderende for det Norkaukasiske militære Distrikt. Budjonnyj ankom 1923 til Tjetjenien med en proklamation fra den Centrale Eksekutivkomite, der annoncerede oprettelsen af den Autonome Tjetjenske Region. Samme år blev han også blev han også udpeget som assisterende kommandør for den Røde Hærs Kavaleri. I perioden 1924-37 var han inspektør for kavaleriet i den Røde Hær. Han brugte megen tid og kræfter på organisering og ledelse af ridefaciliteter og udvikling af nye hesteracer.
Budjonnyj blev anset for en modig og farverig kavaleriofficer, men udviste foragt for værktøjerne i moderne krigsførelse, særdeles overfor kampvogne, som han sammen med Grigorij Kulik (russisk: Григорій Іванович Кулик) betegnede som ”uegnede til nogensinde at kunne erstatte kavaleriet”. Dette bragte ham i direkte konflikt med Tukhatjevskij, som var ansvarlig for våbenudvikling og som forudså den nært forestående mekaniske krigsførelse. Selv efter arrestationen af Tukhatjevskij stoppede den Røde Hær ikke med at udvikle mekaniserede styrker i stor skala og hver front havde adskillige sådanne korps tilknyttet som et andet kampled omkring 1940-41; men Budjonnyj blev aldrig kritiseret for at have et andet synspunkt, fordi han var en trofast allieret med Stalin og Vorosjilov.
Budjonnyj dimitterede fra Frunse Militær Akademiet i 1932. I 1934 blev han kandidatmedlem af SUKPs centralkomite.

## Rolle underDen store udrensning
Tidligt under udrensningerne blev Budjonnyj udpeget som kommadør over Moskvas militære distrikt, muligvis fordi Stalin var nervøs for et militærkup, fordi han havde besluttet at slå ned på to af de best populære bolsjevikker, Nikolaj Bukharin og Aleksej Rykov. Da Bukharin forsøgte at forsvare sig selv på et plenarmøde i SUKPs centralkomite den 26. februar 1937, havde Budjonnyj højlydt skreget af ham og kaldt ham en jesuit. Da en kommission den følgende dag skulle afgøre skæbnen for de to mænd, havde Budjonnyj opfordret til, at de blev skudt.
Budjonnyj fik forelagt politbureauets (Stalins) forslag dateret den 24. maj 1937 om at udelukke marskal Tukhatjevskij og den højt rangerede partifunktionær Jan Rudsutak fra partiet og overdrage deres sager til sikkerhedstjenesten for at have deltaget i ”Trotskistisk-højreorienteret konspiration og spionage”. Budjonnyj havde i marginen på sin kopi af forslaget skrevet: ”Ubetinget ja. Det er nødvendigt at afslutte disse udskud”.
Den 11. juni var Budjonnyj en af dommerne ved retssagen for Tukhatjevskij og syv andre kommandører, der blev henrettet og som var starten på den store udrensning af officerer i den Røde Hær. Under retssagen afgav Budjonnyj vidneforklaring om at Tukhatjevskis bestræbelser på at oprette uafhængige kampvognskorps var så ubetydelige i forhold til kavaleriet og så ulogisk, at det svarede til bevidst ”ødelæggelse”.
Et halvt århundrede efter retssagen indrømmede de sovjetiske myndigheder, at alle otte anklagede var uskyldige. ”Beviserne” bestod af tilståelser frembragt under tortur. To uger efter deres henrettelser sendte Budjonnyj en besked til Vorosjilov der afslørede at Tukhatjevskij oprindeligt havde trukket sin tilståelse tilbage, men alligevel konkluderede Budjonnyj, at alle otte var ”patenterede spioner … siden 1931 og nogle af dem havde endog tidligere ormet sig ind til os siden revolutionens start.
Senere, fordi den store udrensning fortsatte, nåede NKVD at undersøge og arrestere Budjonnyj. Budjonnyjs svar var at tage sin tjenesterevolver (Nagant M1895) frem og ringe til Stalin og kræve at han fik agenterne fjernet. Stalin efterkom kravet og hændelsen blev aldrig drøftet senere.
I december 1937 fik Budjonnyj tildelt en datja med frugttræer, hindbær- og stikkelsbærbuske, en arbejdshest, en sort ko og en gris, der vejede 550 pund.

## Under2. verdenskrig
I juli-september 1941 var Budjonnyj øverstbefalende (russisk:  главком tr. glavkom) for de sovjetiske væbnede styrker på den sydvestlige og sydlige front overfor den tyske invasion af Ukraine. Invasionen begyndte som en del af Tysklands Operation Barbarossa som blev iværksat den 22. juni.
Budjonnyj opererede under strikte ordrer fra Stalin (som forsøgte at detailstyre krigen i dens begyndende stade) om ikke at måtte trække sig tilbage under nogen omstændigheder, hvorefter Budjonnyjs styrker efterhånden blev omringet under Slaget om Uman og slaget om Slaget om Kijev (1941). Katastroferne der fulgte disse omringninger kostede Sovjetunionen 1,5 million soldater, dræbte eller tilfangetagne. Dette var en af de største omringninger i den militære historie.
Den 13. september 1941 bliver Budjonnyj fyret af Stalin som syndebuk og erstattet af Semjon Timosjenko. Han fik ikke igen lov til at kommandere soldater i krig. Først blev han fra september-oktober 1941 sat i spidsen for Reserve Fronten og senere øverstbefalende for tropperne i den Nord-Kaukasiske retning og kommandør for den Nord-Kaukasiske Front i april-maj 1942, - men blev fjernet fra posten da tyskerne nærmede sig og blev i stedet udpeget som den Røde Hærs kavaleriinspektør fra 1943, ligesom han honorære poster.
På trods af hans mod som kavalerikommandør anså hans medofficerer Budjonnyj som demonstrativt inkompetent i forhold til at lede en hær i mekaniseret krig. Kort efter krigen fortalte marskal Konev den jugoslaviske kommunist, Milovan Đilas: ”Budjonnyj vidste ikke meget og han studerede aldrig noget. Han viste sig selv at være fuldstændig inkompetent og han tillod, at der blev begået forfærdelige fejl
På grund af hans exceptionelle indsats under borgerkrigen, nød han fortsat Stalins beskyttelse og fik aldrig nogen virkelig straf for katastrofen i Kijev.

## 1945 til 1973
Efter krigen blev Budjonnyj udnævnt til USSRs viceminister landbrug med ansvar for hesteopdræt. Da han blev pensioneret beholdt han sit medlemskab af den Øverste Sovjet.
Budjonnyj døde i 1973 af en hjerneblødning i en alder af 90 år. Han blev begravet med fuld militær honnør i Kremlmurens nekropolis i en af de 12 individuelle grave placeret mellem
Lenins mausoleum og Kremlmuren. Blandt kistebærerne ved hans begravelse var generalsekretæren for SUKP Leonid Bresjnev og forsvarsministeren Andrej Gretjko.

## Andre bidrag og eftermæle
Budjonnyj skrev sine memoirer i et omfattende flerbindsværk, hvor han beskrev de stormfulde år under revolutionen ligesom hverdagslivet i 1. kavaleriarmé. Han blev ofte mindet for sin tapperhed i mange populære sovjet-sange, herunder ”Det Røde Kavaleris Sang” (russisk: Конармейская tr. Konarmejskaja) og ”Budjonnyjs March”. Den karakteristiske uniformsgenstand, den Røde Hærs hat ”Budjonovka”, er opkaldt efter Budjonnyj. Han er også gentagne gange omtalt i kavaleribeskrivende værker af Isaak Babel. Babel havde oprindelig som reporter for en sovjetisk avis begyndt at dække Budjonnyj under den Pols-sovjetiske krig. Budjonnyj var også en anerkendt hesteopdrætter, der skabte en ny hesterace, Budjonnyj hesten, der stadig findes i et stort antal i Rusland. Hesten er kendt for sin høje præstationsevne indenfor sport og udholdenhed.
Semjon Budjonnyj var også en amatør Bajan harmonikaspiller, der indspillede nogle vinylplader i USSR med sin ven, kosak bajanisten Grigorij Sajtsev, omtalt som ”Duo af bajanister” (russisk: Дуэт баянистов).
Militærakademiet for signaltropper i Sankt Petersborg er opkaldt efter Budjonnyj.
- Rødgardist med ”Budjonovka” på hovedet
- 1. udgave af Isaak Babels ”Konarmija”
- To årige Budjonnyj hingste i Rusland
- Militærakademiet for signaltropper i Sankt Petersborg

## Personlige liv
Budjonnyjs første kone var den kosakiske analfabet Nadesjda Ivanovna. De blev gift i 1903 umiddelbart inden han gik ind i militæret og han så hende ikke i syv år. Efter den bolsjevikiske revolution rejste hun sammen med ham med i det Røde kavaleri, hvor hun organiserede mad og medicinske forsyninger. I årene 1920-23 boede parret med familien Vorosjilov i Jekatarinoslav. De flyttede til Moskva i 1923.
I 1924 blev Nedesjda Ivanovna dræbt af et pistolskud. Hendes død skabte en række historier. Mikhail Soloviev, en sovjetisk officer der slog sig ned i vesten efter at have været taget til fange tidligt under Den store Fædrelandskrig, påstod at Budjonnyj havde slået hende ihjel, efter at hun havde konfronteret ham med hans utroskab. Budjonnyj fortalte sin datter fra et senere ægteskab, at hun – sandsynligvis utilsigtet – havde skudt sig selv, da deres ægteskab var gået i stykker
I 1925 giftede Budjonnyj sig med sangerinden Olga Stefanovna Mikhajlova, der var ca. halvt så gammel som ham og datter af en jernbanearbejder fra Kursk. Efter at de blev gift blev hun optaget på konservatoriet i Moskva, tog eksamen i 1930 og blev tilknyttet Bolsjojteatret. I henhold til den kroatiske kommunist Ante Ciliga, blev medlemmer af den kommunistiske ungdomsorganisation Komsomol så chokerede over at se ham med sin nye brud på en banket, hvor han kyssede hendes hænder, at de truede med at lave en skandale som partiautoriteterne ”måtte bruge en meget fast hånd for at kvæle”.. Olga blev arresteret i 1937 efter nogle eskapader, der involverede udlændinge, hvorefter hun blev anklaget for spionage og idømt 8 års ophold i en fjerntliggende straffelejr. Hun blev med tiden løsladt efter at hun havde været fængslet i 19 år.  Budjonnyj blev skilt fra hende før september 1937. 
Derefter giftede Budjonnyj sig med Olgas kusine, Marija Vasiljevna, en 33 år yngre student, som efter Olgas arrestation lavede mad til ham. Dette ægteskab varede indtil hans død. De havde to sønner, Sergej (født i 1938) og Mikhail (født i 1944), og en datter Nina (født 1939). 